# SportPesa
SportPesa es una plataforma de apuestas deportivas ubicada en Kenia. Fue fundada en 2014.

## Propietarios
Sus operaciones se encuentran en Kenia, esta apoyada de accionistas que principalmente son Kenia, Bulgaria y Estados Unidos. En Italia, Sportpesa es propiedad en conjunto con RCS Media, que es la mayor empresa de medios de Italia.

## Patrocinios deportivos

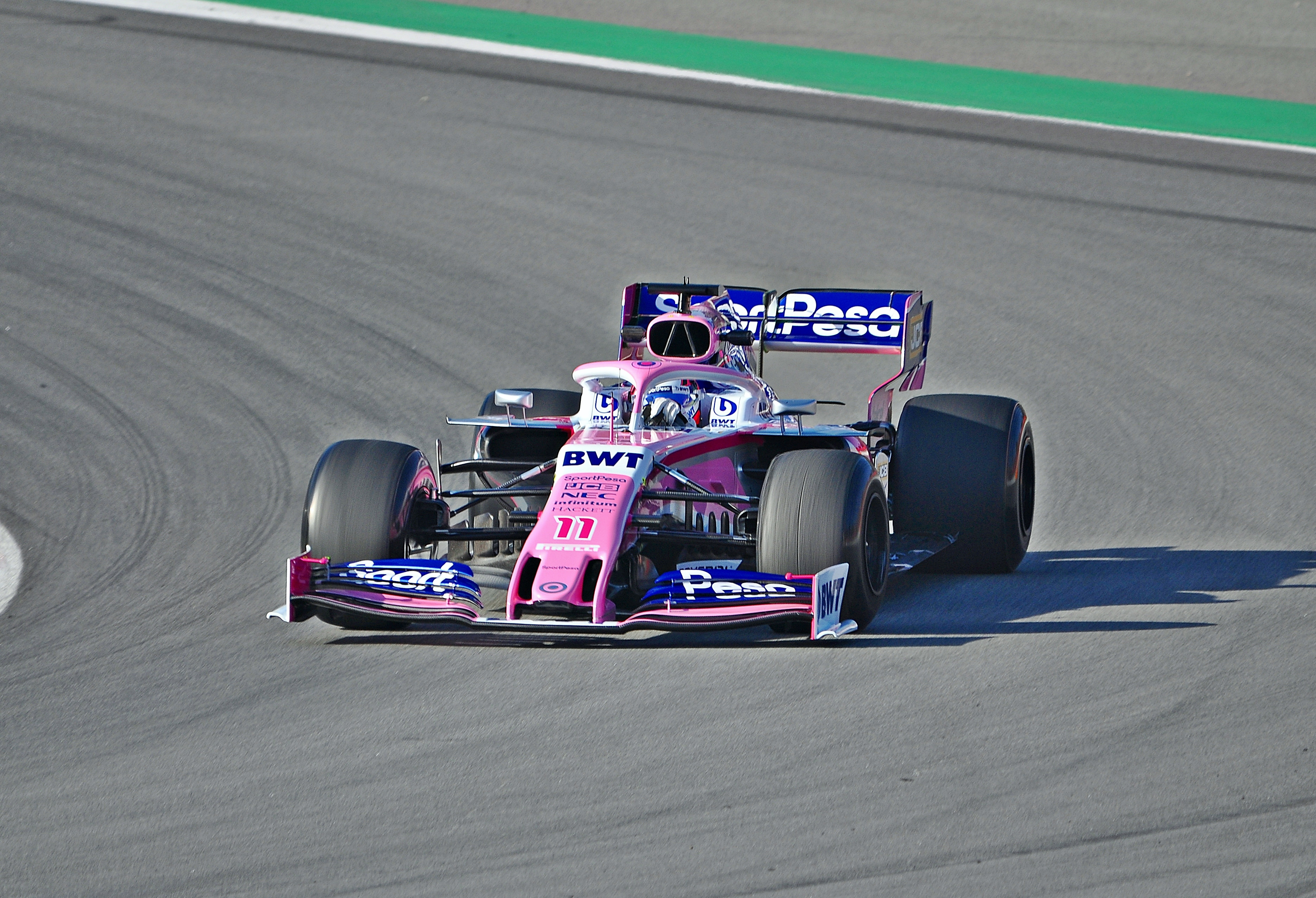
SportPesa como auspiciante del equipo de Fórmula 1.

SportPesa daba nombre y era patrocinador del equipo de Fórmula 1 Racing Point F1 Team en 2019, anteriormente conocido como Force India. SportPesa ha invertido en el desarrollo de ligas y torneos deportivos locales en Kenia y Tanzania. Además de ello, entre 2017 y 2020 fue el patrocinador principal del Everton, club de la primera división inglesa.